# Sozialcharta
Im Rahmen der Privatisierung öffentlicher Wohnungsbestände werden Auflagen als Sozialchartas oder  Sozialklauseln vereinbart, welche den Mietern einen weit über die gesetzlichen Regelungen hinausgehenden Schutz geben. Die vereinbarte Dauer variiert und gilt in der Regel 10 bis 15 Jahre. Die Sozialcharta ist für jeden Interessenten/Investor im Bereich öffentlicher Wohnungsbestände verbindlich und wird im Verkaufsfalle vertraglich fixiert. Diese Sozialchartas sind Ausdruck der positiven Absichten der Investoren und verdeutlichen das Interesse, die Mieter auch weiterhin in den Wohnungen zu behalten. Nur ein geringer Leerstand sichert die notwendigen Mieteinnahmen, die das Investment sichern.

## Inhalte
Durch eine Sozialcharta werden im Allgemeinen folgende Punkte geregelt:
- Kündigungsschutz
- Mietpreiserhöhungen werden eingeschränkt / Bindung an den Mietspiegel (auch bei Neuvermietungen)
- Sonderregelungen für öffentlich geförderte Wohnungen
- Sanierungen werden geregelt und oftmals Luxussanierungen ausgeschlossen
- Einzelvertragliche Rechte für jeden Mieter
- Sicherung von Belegungsrechten
- Fortführung der Mietermitbestimmung
- Soziale Absicherung der Beschäftigten der ehemals Kommunalen Wohnungsgesellschaft
- Regelungen und Konditionen zur Mieterprivatisierung

## Dokumentation
- Gagfah-Sozialcharta 2004: Verkauf der bundeseigenen Gagfah (81.000 Wohnungen) an die amerikanische Fortress Investment Group[1]
- Vertragliche Auflagen GSW Berlin: Verkauf der landeseigenen  Gemeinnützigen Siedlungs- und Wohnungsbaugesellschaft GSW (65.000 Wohnungen) an ein amerikanisches Finanzkonsortium aus Whitehall und  Cerberus[2]
- Dresdner Sozialcharta 2005: Verkauf der kommunalen WOBA Dresden (48.000 Wohnungen) an die Gagfah, Essen[3]
- Sozialcharta  LEG NRW 2008: Verkauf der landeseigenen LEG NRW (93.000 Wohnungen) an die Whitehall Fonds der Goldman Sachs[4]
- Sozialcharta TLG 2012: Verkauf der bundeseigenen  TLG Wohnen (12.000 Wohnungen) an die DKB Immobilien AG / TAG Immobilien AG[5]
- Sozialcharta SÜDEWO 2012: Verkauf der landeseigenen  LBBW Immobilien GmbH (21.500 Wohnungen) an die Süddeutsche Wohnen SÜDEWO (Patrizia AG)[6]
- Sozialcharta GWB AG, Augsburg (Projekt Oskar/Patrizia AG) 2013[7]